# Eli Babalj
Eli Babalj (* 21. Februar 1992 in Sarajevo, SFR Jugoslawien) ist ein australischer Fußballspieler.

## Karriere

### Verein
Das Fußballspielen erlernte Eli Babalj im Football West National Training Centre, in der Jugendmannschaft von Perth Glory sowie dem Australian Institute of Sport. Seinen ersten Vertrag unterschrieb er 2010 in Melbourne bei Melbourne City FC. Nach 35 Spielen und elf Toren wechselte er 2012 nach Europa, wo er in Serbien einen Vertrag bei FK Roter Stern Belgrad unterschrieb. Der Club aus Belgrad spielte in der Ersten Liga, der SuperLiga. Im Januar 2013 kehrte er wieder zu seinem ehemaligen Club Melbourne City FC zurück. Mitte 2013 ging er wieder nach Europa. Hier schloss er sich AZ Alkmaar aus der niederländischen Stadt Alkmaar an. Da er in Alkmaar in der Eredivisie nicht zum Einsatz kam, wurde er die Rückserie 2015 an den Ligakonkurrenten PEC Zwolle aus Zwolle ausgeliehen. Die anschließende Saison wurde er nach Australien zu Adelaide United ausgeliehen. Mit dem Verein wurde er Meister in Australien. Nachdem der Vertrag Mitte 2016 nicht verlängert worden war, war er bis Januar 2017 vereinslos. Von Februar bis Juli 2017 nahm ihn sein ehemaliger Club Adelaide United wieder unter Vertrag. Im August 2017 ging er wieder nach Europa. Hier unterschrieb er einen Vertrag beim tschechischen Club FK Mladá Boleslav in der mittelböhmischen Stadt Mladá Boleslav. Für den Club, der in der Ersten tschechischen Fußballliga spielte, stand er bis Dezember 2017 zweimal auf dem Spielfeld. Von Januar 2018 bis März 2019 war er vereinslos. Kurzzeitig, von November 2018 bis Januar 2019, spielte er dreimal in Indien in der Indian Super League für Amar Tomar Kolkata. Brisbane Roar, ein Club aus Australien, nahm ihn von März 2019 bis Juni 2019 unter Vertrag. Nach Vertragsende wechselte er im Juli nach Thailand. Hier unterschrieb er einen Vertrag bei Chainat Hornbill FC. Für den Club aus Chainat, der in der höchsten Liga des Landes, der Thai League, spielte, lief er siebenmal auf. Nach Ende der Saison 2019 stieg er mit dem Club in die Zweite Liga ab. Der Vertrag wurde nicht verlängert. Seit Anfang 2020 ist er vertrags- und vereinslos.

### Nationalmannschaft
Von 2007 bis 2009 spielte Eli Babalj achtmal für die australische U19–Nationalmannschaft. Elfmal, von 2009 bis 2011, trug er das Trikot der U20. 2012 spielte er zweimal für die Nationalmannschaft von Australien. Sein Nationalmannschaftsdebüt gab er am 14. November 2012 in einem Freundschaftsspiel gegen Südkorea im Hwaseong-Stadion in Hwaseong.

## Erfolge

### Verein
Adelaide United
- 2015/2016 – A-League – Meister

PEC Zwolle
- 2013/2014 – KNVB-Pokal – Finalist

AZ Alkmaar
- 2013 – Johan-Cruyff-Schale – Finalist

### Nationalmannschaft
Australien U19
- 2010 – AFC U-19 Championship – 2. Platz
- 2010 – AFF U-19 Youth Championship – Sieger